# Топіка (Іллінойс)
Топіка (англ. Topeka) — місто (англ. town) в США, в окрузі Мейсон штату Іллінойс. Населення — 60 осіб (2020).

## Географія
Топіка розташована за координатами 40°19′49″ пн. ш. 89°55′50″ зх. д. / 40.33028° пн. ш. 89.93056° зх. д. (40.330362, -89.930612).  За даними Бюро перепису населення США в 2010 році місто мало площу 0,35 км², уся площа — суходіл.

## Демографія
Згідно з переписом 2010 року, у селищі мешкало 76 осіб у 34 домогосподарствах у складі 26 родин. Густота населення становила 214 особи/км².  Було 45 помешкань (127/км²).
Расовий склад населення:
| - 98,7 % — білих - 1,3 % — корінних американців |

До двох чи більше рас належало 0,0 %. Частка іспаномовних становила 1,3 % від усіх жителів.
За віковим діапазоном населення розподілялося таким чином: 13,2 % — особи молодші 18 років, 56,5 % — особи у віці 18—64 років, 30,3 % — особи у віці 65 років та старші. Медіана віку мешканця становила 55,5 року. На 100 осіб жіночої статі у селищі припадало 111,1 чоловіків;  на 100 жінок у віці від 18 років та старших — 112,9 чоловіків також старших 18 років.
Середній дохід на одне домашнє господарство  становив 54 872 долари США (медіана — 51 250), а середній дохід на одну сім'ю — 53 846 доларів (медіана — 62 750). За межею бідності перебувало 23,6 % осіб, у тому числі 83,3 % дітей у віці до 18 років та 0,0 % осіб у віці 65 років та старших.
Цивільне працевлаштоване населення становило 32 особи. Основні галузі зайнятості: освіта, охорона здоров'я та соціальна допомога — 34,4 %, оптова торгівля — 28,1 %, будівництво — 15,6 %, сільське господарство, лісництво, риболовля — 12,5 %.